# ヤクドゥ
ヤクドゥ（中国語: 牙忽都, ラテン文字転写: Yaqudu, モンゴル語: Яахуду, 生年不詳 - 至大3年（1310年）/ 至大4年（1311年）?）は、モンゴル帝国の皇族。トルイの曾孫にあたる。シリギの乱やカイドゥの乱鎮圧に従軍して功績を挙げた。『集史』などのペルシア語史料ではジャウトゥ（ペルシア語: جاوتو, ラテン文字転写: Jāwtū）と記される。『元史』には諸王に関する列伝がほとんど立てられていないが、ヤクドゥに関しては例外的に伝が立てられている。他に諸王の中で列伝が立てられているのはベルグタイ、ジョチ、トレ、コンチェク・ブカ、テムル・ブカのみである。

## 生涯
セビルゲルの嫡子として生まれた。母はコンギラト部出身と伝えられている。父が早世したためか、ヤクドゥは13歳で祖父のボチュクの地位を承襲し軍を統べるようセチェン・カアン（世祖クビライ）から命じられた。
至元12年（1275年）、モンゴル高原を統轄する北安王ノムガンはカイドゥの乱鎮圧のため大規模な遠征軍を組織し、一挙にアルマリクまで攻め込んだ。しかしヤクドゥの属する遠征軍右翼はかつて帝位継承戦争でアリクブケ側についた諸王族によって構成されており、クビライに承服しない気風が残っていた。そこでヤクドゥの従叔トク・テムルは密かに従兄弟のシリギと結託して叛乱を起こし、これに右翼軍に属する諸王族の多くが合流した。ただヤクドゥのみはシリギに同心しなかったため、トク・テムルによって捕らえられた。
至元14年（1277年）、各地で鎮圧軍に敗れたシリギやメリク・テムルらはオルホン川に集結して決戦を挑んだが、捕らえられていたヤクドゥが叛乱軍の陣を攪乱したことによって元軍が勝利を収め、ヤクドゥは拘禁より逃れることができた。クビライの下に戻ったヤクドゥは身の潔白を述べ、クビライもまたヤクドゥの活動を称賛した。この功績によって至元18年（1281年）には耒陽州に5,347戸を加封されている。至元27年（1290年）に元に侵攻してきたカイドゥを迎撃したが敗北した。クビライはヤクドゥを慰めるために鎮遠王に封じた。
大徳11年（1307年）にオルジェイトゥ・カアン（成宗テムル）が崩じると、監国となった皇后ブルガンは成宗の兄であったダルマバラの子達（懐寧王カイシャン、アユルバルワダ）がカアン位に即くのを嫌い、成宗の従兄弟であった安西王アナンダを擁立しようとした。そこでヤクドゥは「クビライの嫡曾孫（カイシャン、アユルバルワダ）が健在であるのならば、当然彼らがカアン位を継ぐべきであろう。アナンダは藩王であり、カアン位を継ぐべきではない」と語り、ブルガン体制の打倒に尽力した。その後にカアンとなったカイシャン（武宗）はヤクドゥの功績を称えて楚王に封じた。ヤクドゥは金印を賜り、王傅を置かせ、コンギラト氏出身の妻を楚王妃とした。
至大3年（1310年）、長年元と敵対していたカイドゥの庶長子のチャパルが来帰したため、宴会が開かれ諸王が皆集まった。ヤクドゥはチャパルの親属を賜った。
ヤクドゥの死後、カアンとなったアユルバルワダ（仁宗）の命によりその子のトレ・テムルが楚王位を受け継いだ。

## ボチュク家
『元史』宗室世系表では楚王家の系図を以下のように伝える。
- ボチュク（Böčök ＞撥綽/bōchuò,بوچگ/Būchag）
  - セビルゲル大王(Sebilger ＞薛必烈傑児/xuēbìlièjiéér,سبکسال/Sebksāl))
    - 楚王ヤクドゥ(Yaqudu ＞牙忽都/yáhūdōu,جاوتو/Jāwtū)
      - 楚王トレ・テムル(Töre-tämür ＞脱烈鉄木児/tuōliètiĕmùér,تورا تیمور/Tūrā tīmūr)
        - 楚王バートル(Bādur ＞八都児/bādōuér)
          - エル・テムル王(El-temür ＞燕帖木児/yàntiĕmùér)
          - スゲ・テムル王(Süge-temür ＞速哥帖木児/sùgētiĕmùér)
          - ドロ・ブカ王(Doro-buqa ＞朶羅不花/duŏluōbùhuā)